# Мікаїл Мушфіґ
Мікаїл Мушфіґ (азерб. Микајыл Мирзә Әбдүлгадир оғлу Исмајылзадә; 5 червня 1908, Баку, Російська імперія — 5 січня 1938) — азербайджанський радянський, азербайджанський тюркський поет, який не дивлячись на своє коротке життя залишив значний слід в азербайджанській літературі.
Є автором багатьох віршів, що оспівують любов і красу. У віршах він також висловлював свої погляди на соціально-культурні питання. Став жертвою Великого терору 1937—1938 років; був посмертно реабілітований.
У ранньому віці втратив батьків і його рідні взяли осиротілого малюка під свою опіку. У 1915 році він вступив до російсько-татарської школи, а в 1920 році — в бакинську вчительську семінарію. З 1927 по 1931 рік навчався в Азербайджанському державному університеті.
Ще учнем виявив глибокий інтерес до літератури, особливо до поезії, і починаючи з 1926 року став писати вірші. Він приєднався до товариства революційних письменників «Кизил Калам» (Червоне перо).
Поет вітав перехід в Азербайджані в 1920-ті роки з арабського алфавіту на латинський. Він сподівався, що таким чином в Азербайджані та інших країнах Сходу вдасться перемогти неграмотність. Він також виступав активним пропагандистом традиційних азербайджанських музичних інструментів, які були заборонені тодішнім режимом.
В 1937 Мушфік став «жертвою наклепницького доносу». Його заарештували в ніч на 4 червня і вже на наступний день допитали. За собою він ніякої провини не визнав.
Починаючи з 6 червня і по 20 жовтня, будь-які документи у справі Мушфіґа відсутні, але потім йдуть протоколи допиту від 20 і 21 жовтня і додатковий протокол від 27 жовтня. Мушфіґу довелося заявити, що він підпав під контрреволюційне вплив свого вчителя, коли ще перебував в останньому класі школи. В подальшому, як заявив поет, він мав дружбу з письменниками-націоналістами.
Мушфіґ відмовився назвати тих, кого особисто завербував. Зате на нього давали свідчення інші особи. Наприклад, є розповідь Мамеда Алекперлі про те, як він завербував Мушфіґа.
Суд над Мушфіґом почався о 11:20 годин 5 січня і тривав до 11:40. Поета засудили до смертної кари і в той же день розстріляли.